# Nipponoserica setiventris
Nipponoserica setiventris är en skalbaggsart som beskrevs av Shuhei Nomura 1976. Nipponoserica setiventris ingår i släktet Nipponoserica och familjen Melolonthidae. Inga underarter finns listade i Catalogue of Life.